# 瑪麗斯霍姆 (密蘇里州)
瑪麗斯霍姆（英語：Marys Home）是位於美國密蘇里州米勒縣的非建制地區。

## 歷史
瑪麗斯霍姆的郵局於1884年設立，其後於1918年停運。

## 地理
瑪麗斯霍姆所處的海拔為高於海平面241米（即791英呎），而該地所採用的時區為UTC-6，即北美中部時區（CST）。同時該地設有夏令時間，為UTC-6調快一小時，即UTC-5（CDT）。